# Les Prédateurs (roman)
Pour les articles homonymes, voir Les Prédateurs et The Hunger.
Les Prédateurs (The Hunger) est un roman fantastique, écrit par Whitley Strieber, publié en 1981. Il s'agit du premier tome de la saga Les Prédateurs, suivi de Le Dernier Prédateur et Le Rêve de l'élite. Il raconte l'histoire de Miriam Blaylock, une belle et riche vampire, âgée de plusieurs millénaires qui parcours le monde pour se cacher et qui, tous les 300 ans, choisit des amants humains et les transforme en vampires.
Il a fait l'objet d'une adaptation cinématographique, Les Prédateurs, sorti en 1983, avec Catherine Deneuve qui interprète Miriam Blaylock, David Bowie qui joue son époux John et Susan Sarandon, la scientifique Sarah Roberts.

## Résumé
La vampire Miriam Blaylock a vu le jour dans l'Égypte antique. Sa mère Lamia, elle-même vampire qui possédait certains attributs de la mythologie grecque avec qui elle partage le même titre. Dernière survivante de sa race, beauté froide et immortelle, elle est contrainte de se cacher et de survivre tout en profitant des faiblesses de l'humanité. Elle se choisit parmi les mortels des compagnons de voyage et des amants, pour compenser sa solitude. Grâce à son sang, elle leur accorde une durée de vie assez vaste, tout en leur promettant une jeunesse éternelle. Mais contrairement à elle, au bout de quelques siècles, ils commencent à vieillir, sans toutefois mourir. Incapable de penser à tuer ses amants, elle les emprisonne et les conserve dans des coffres en acier enrobé, afin de les garder auprès d'elle pour l'éternité.
Vers la fin XXe siècle, Miriam vit à New York avec son compagnon actuel John qui soudainement commence à prendre de l'âge. Miriam est surprise par le laps de temps que John a vécu. Depuis, elle suit secrètement les travaux de Sarah Roberts, une jeune médecin brillante qui peut détenir la clé de l'immortalité de son amant. Mais les circonstances s'endurcissent et Miriam jette son dévolu sur une nouvelle conquête potentielle… Sarah.